# مرطبات البشرة

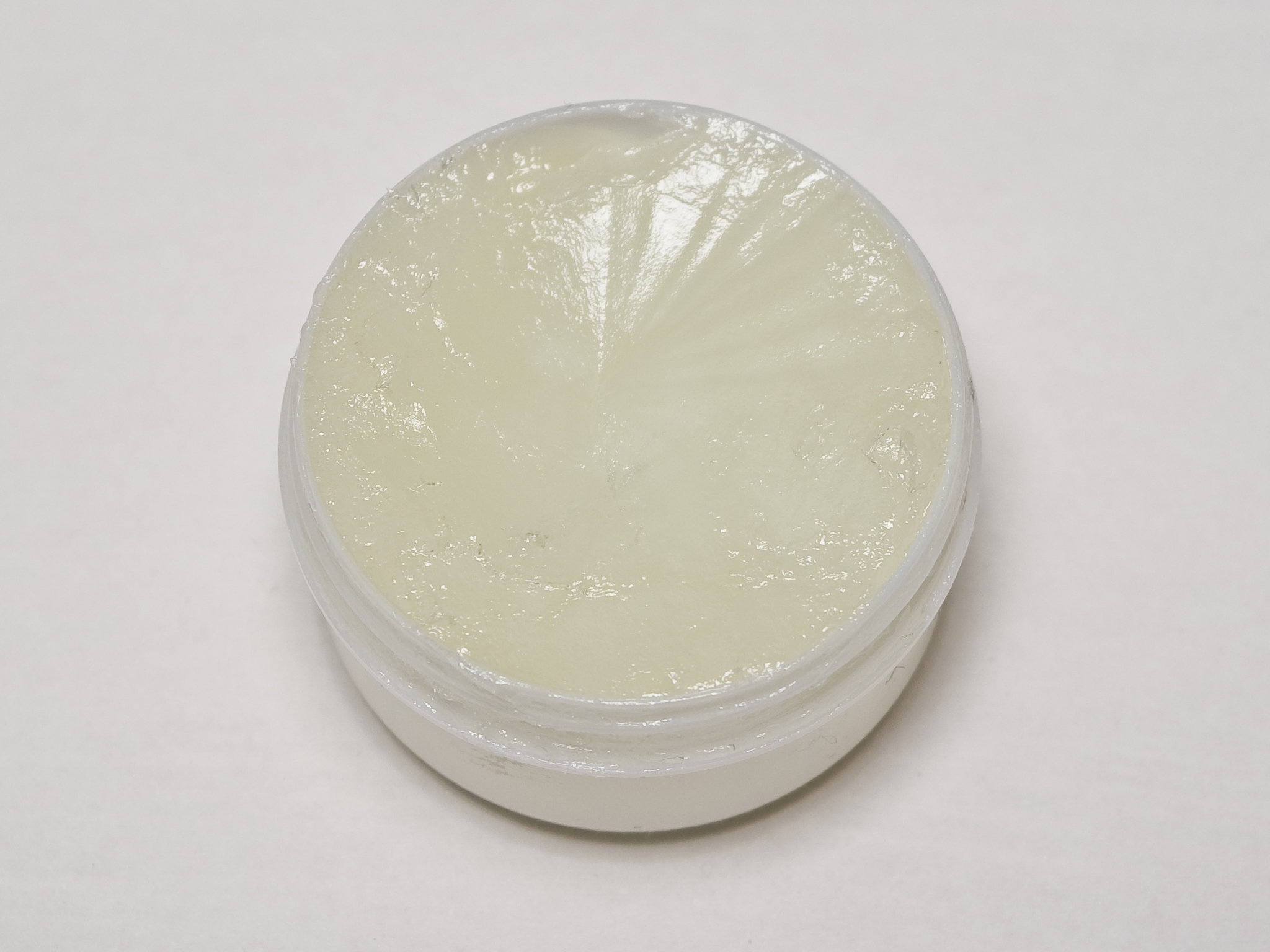
مرطبات البشرة

مرطبات البشرة هي عبارة عن خليط معقد من العناصر الكيميائية والتي صممت خصيصا لجعل الطبقات الخارجية للجلد أكثر نعومة ولين، فتعمل المرطبات على زيادة رطوبة الجلد (المحتوى المائي) وذلك من خلال تقليص عملية التبخر. بعض المواد الطبيعية مثل الدهون والستيرول، تدخل في تركيبة مرطبات الجلد التجارية بالإضافة إلى الزيوت الصناعية والطبيعية، مرطبات، ملينات، مواد زيتية، المزلقات الخ.. قد تكون جزء من مرطبات الجاد أيضا. تتوفر المرطبات عادة كمنتجات إعلامية تجارية لاستخدامات تجميلية وعلاجية، بالإضافة إلى امكانية تحضيرها في المنزل باستخدام مكونات صيدلانية شائعة.

## دواعي الاستعمال
المرطبات تمنع وتعالج جفاف الجلد، تحمي البشرة الحساسة، تحسن لون البشرة وملمسها وتستخدم لإخفاء العيوب.

### المحافظة على البشرة الطبيعية
تستخدم المرطبات للمحافظة على الجلد من أن يجف كثيرا أو من أن يصبح دهني جدا منها المرطبات الخفيفة، الغير دهنية والتي يكون أساس تركيبها هو الماء. مثل هذه المرطبات عادة ما تحتوي على زيوت خفيفة مثل الكحول السيتيلي، أو المنتجات المشتقة من السيليكون مثل الأديتات.

### البشرة الجافة
المرطبات الملائمة لعلاج الجلد الجاف هي المرطبات الثقيلة والتي تتكون تركيبتها الأساسية من الزيت وتحتوي هذه المرطبات على مكونات أخرى مثل مضادات الأكسدة، زيت بذور العنب، ثنائي المثيكون. للبشرة شديدة الجفاف والبشرة المتشققة يفضل استخدام المنتجات التي تحتوي على الفازلين بشكل أساسي حيث تتميز تلك المرطبات بأنها تحفاظ على البشرة لمدة أطول من الكريمات، كما أنها تمتاز بفاعلية أكبر للحد من عملية تبخر الماء.

### البشرة الدهنية
يمكن أن تكون المرطبات ذا فائدة للبشرة الدهنية بعد ممارسة الأنشطة التي تسبب جفاف للجلد مثل منتجات أخرى للعناية بالبشرة والغسيل. المرطبات التي أساس تركيبها مائي وخاصة الغير مسببة للبثور سوداء الرأس، هي الأفضل للبشرة الدهنية؛ لانخفاض احتمالية ظهور تلك البثور.

### البشرة المسنة
المرطبات الملائمة لإبقاء هذه البشرة ناعمة ورطبة، هي المرطبات التي أساس تركيبها دهني والفازلين هو الأساس، بالإضافة إلى مضادات الأكسدة أو ألفا-حمض الهيدروكسيد المضاد للتجاعيد.

### الجلد الحساس
للبشرة الحساسة (والتي هي من دون المرطبات عرضة لتهيج الجلد والاحمرار والحكة والطفح الجلدي)، فمن الأفضل استخدام المرطبات التي تحتوي على مكونات مهدئة مثل البابونج أو الصبار، والتي تقلل من الحساسية المحتملة من العطور أو الأصباغ، فضلا عن المهيجات مثل الأحماض.

#### الأكزيما (التهاب الجلد)
في حالة الأكزيما من الأفضل عموما استخدام المراهم السميكة على البشرة الجافة والمتقشرة. المطريات الخفيفة مثل الكريمات المائية قد لا يكون لها أي تأثير مهم على الجلد الجاف. تشتمل المطريات الشائعة للتخفيف الأكزيما على أولايتوم، بالنيوم، ميدي أويل، ديبروبايز، زيوت الاستحمام والكريمات المائية. يمكن أن يساعد مرهم سيبيكسول، ومرهم ايباديرم، ودهون أو كريم إكساديرم، ويوكيرن في معالجة الحكة أيضا. بالإمكان وضع المستحضرات أو الكريمات مباشرة على الجلد بعد الاستحمام لحبس الرطوبة. يمكن ارتداء قفازات الترطيب (القفازات التي تبقي المطريات في اتصال مع البشرة) أثناء النوم. إن استخدام المطريات مرتين يوميا يعطي أفضل النتائج. بالرغم من أن الكريمات سهلة الاستخدام، إلا أن الجلد يمتصها بسرعة، وبالتالي تحتاج إلى إعادة الاستخدام المتكرر. أما المراهم التي تحتوي على محتوى أقل من الماء، فإنها تبقى على البشرة لمدة أطول وتستخدام لمرات أقل، ولكنها قد تصبح بذلك دهنية وغير مريحة.
مؤخرا، يستخدم السيراميد، وهو المكون الرئيسي للدهون في الطبقة القرنية، في علاج الأكزيما. وهي غالبا ما تكون إحدى مكونات المرطبات الحديثة. كما تم إنتاج هذه الدهون بنجاح صناعيا في المختبر.

## آليات العمل
تستخدم ثلاث طرق لترطيب البشرة:
- الحابسات: هذه تعمل من خلال تشكيل طبقة رقيقة على سطح الجلد لمنع فقدان الرطوبة.
- المغذيات: هذه تجذب بخار الماء من الهواء لترطيب البشرة.
- استعادة المواد الناقصة: هذه أكثر تعقيدا من العمليات الأخرى وتسعى لاستعادة عوامل الترطيب الطبيعية إلى الجلد، مثل الدهون الامينية.

## مخاطر المرطبات
من العوامل التي يجب أن تؤخذ في الاعتبار عند تقييم سلامة وملائمة المرطب:
1. سلامة المكونات التي يتضمنها
2. خطر التلوث البكتيري

كشفت دراسة حديثة بأن استخدام بعض المرطبات يزيد من حالات الإصابة بسرطان الجلد في الفئران المعرضة لخطر الإصابة، ولكن هذه الحيوانات كانت قد تعرضت للإشعاع UVB وبجرعات عالية على مدى فترة طويلة من الزمن قبل استخدام المرطبات. لقد تم اختبار أربعة مرطبات شائعة الاستخدام فنجم عنها نفس النتيجة. ومن غير المعروف حتى الآن ما إذا كان ذلك ينطبق على البشر أيضا. لم يحظ المرطب الخامس، الذي أعد خصيصا من دون الزيوت المعدنية ودوديسيل كبريتات صوديوم، بمثل هذا التأثير. طلب الباحثون من جونسون آند جونسون إنتاج هذا الكريم للدراسة، حيث قامت شركة الأدوية في وقت لاحق بتسجيل براءة اختراعه. [بحاجة لمصدر]
بعض الناس حساسون أو يتحسسون من بعض المكونات كيميائية، والتي يمكن أن تسبب تهيج وطفح جلدي وحساسية أخرى.
كما هو الحال مع معظم منتجات العناية بالبشرة، هناك خطر من المرطبات التي قد تكون ملوثة بالبكتيريا وبالتالي يمكن أن تسبب المرض.